# Lé
Lé (em inglês: Leh; em tibetano: གླེ་; Wylie: Gle) é a capital do distrito homónimo do território da união do Ladaque, no noroeste da Índia. No passado, foi a capital do reino tibetano do Ladaque, cujo território corresponde aos atuais distritos de Lé e de Cargil.
O município de Lé tinha 30 870 habitantes em 2011. Com 45 110 km² de área, o distrito é o segundo mais extenso da Índia, depois do de Kutch, no Guzerate. Em 2011, o distrito tinha 133 487 habitantes (densidade: 3 hab./km²).
A cidade é dominada pelas ruínas do Palácio de Lé, a antiga residência da família real do Ladaque, construído no mesmo estilo e aproximadamente na mesmo período do Palácio de Potala, em Lassa, a residência do Dalai Lama até à revolta de 1959 contra a ocupação chinesa. Lé situa-se a 3 500 metros de altitude e está ligada ao resto da Índia por duas estradas: uma em direção a ocidente, até Serinagar (a 415 km), ao longo do vale do Indo, e outra em direção a oriente, até Manali (475 km), no estado do Himachal Pradexe.

## História

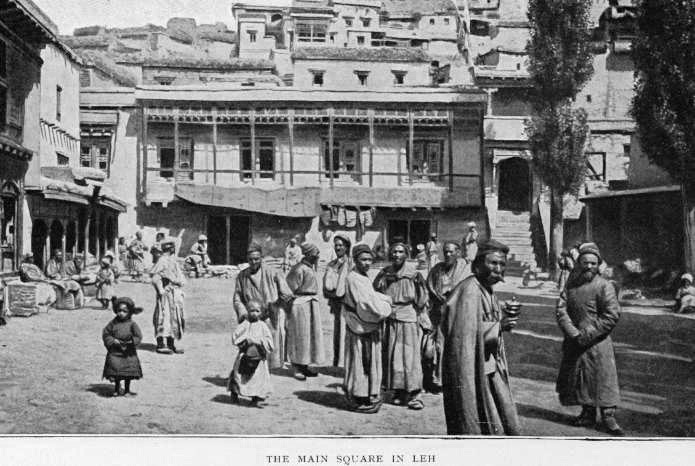
Fotografia de Lé datada de 1909

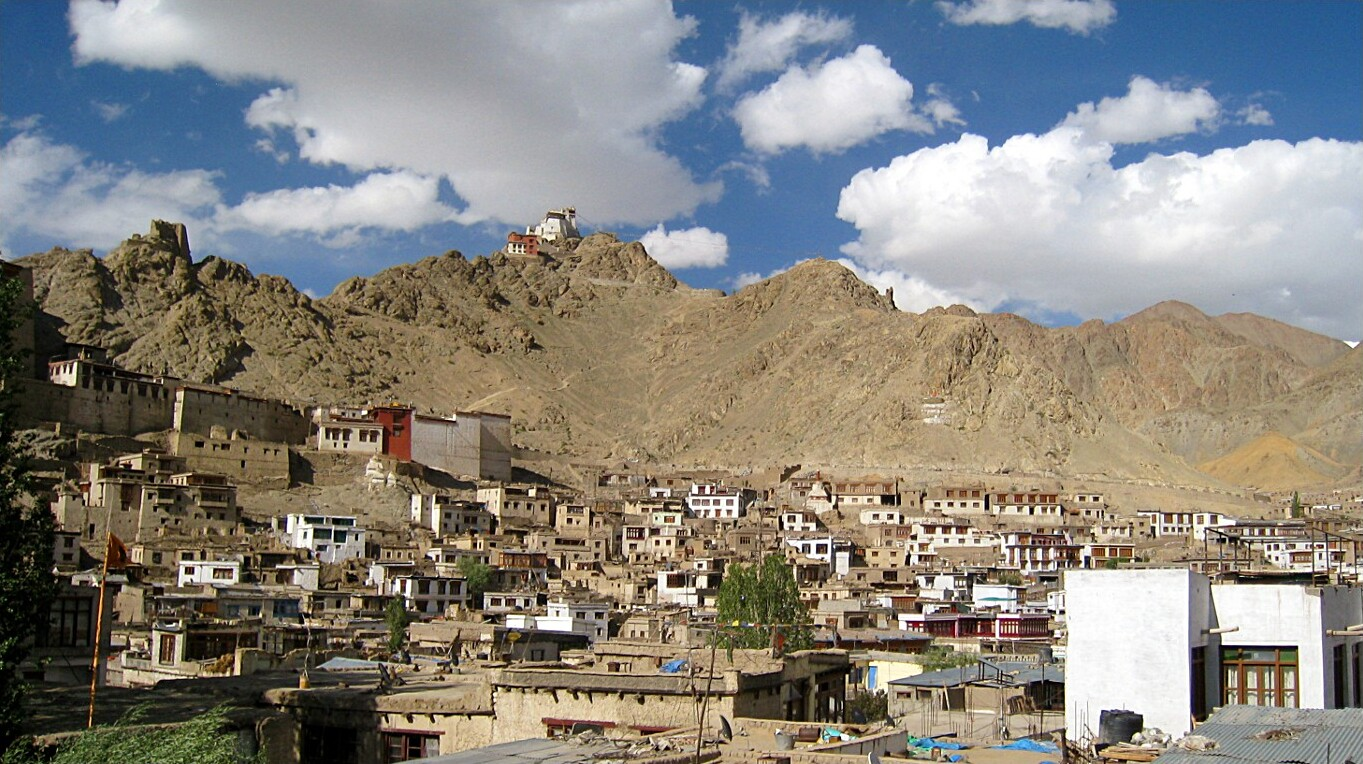
Vista da parte antiga de Lé, com a colina do antigo palácio real. Este não é visível na fotografia e situa-se à esquerdao Mosteiro de Namgyal Tsemo à direita, mais acima. No cimo da colina vê-se o Mosteiro de Namgyal Tsemo e à esquerda dele, mais abaixo, os mosteiros de Chamba e de Chenresi.

Durante muitos séculos, Lé foi um importante ponto de passagem das rotas comerciais ao longo vale do Indo, entre o Tibete, a oriente, Caxemira, a ocidente, e também entre a Índia e a China. As principais mercadorias transportadas eram sal, cereais, pashm (casimira), charas e resina de canábis da bacia do Tarim, indigo, fio de seda e brocados de Benares.
Embora haja alguns indícios de que os chineses conheciam a rota comercial através do Ladaque para a Índia pelo menos desde o período Cuchana (séculos I a IV d.C.) e certamente durante a Dinastia Tang (séculos VII-IX d.C.), pouco se sabe de concreto sobre a história da região antes da formação do reino em finais do século X pelo príncipe tibetano Skyid lde nyima gon (ou Nyima gon), um neto do imperador antibudista Langdarma (r. c.  838–841), que conquistou o Tibete Ocidental apesar de originalmente o seu exército ter apenas 300 homens. Diz-se que Nyima gon fundou várias cidades e castelos e aparentemente foi ele quem mandou construir as principais esculturas de Shey. Numa inscrição ele diz que as fez para o benefício religioso de Tsanpo (o nome dinástico do seu pai e seus antepassados) e de todo o povo de Ngaris (Tibete Ocidental), o que demonstra que nessa geração a oposição de Langdarma ao budismo já tinha desaparecido. Shey, situada 15 km a leste da Lé moderna, era a antiga capital dos reis ladaques.
Durante o reinado de Delegs Namgyal (r. 1660–1685), o nababo de Caxemira, então uma província do Império Mogol, arranjou forma do exército mogol deixar temporariamente o Ladaque (embora depois tivesse regressado). O nababo apoiou Delegs Namgyal na Guerra Tibete–Ladaque–Mogol de 1679–1684, mas fez exigências muito onerosas em troca. Uma das exigências menores foi a construção de uma grande mesquita sunita na extremidade mais alta do bazar de Lé, abaixo do palácio real. A mesquita apresenta uma mistura de elementos arquitetónicos islâmicos e tibetanos e tem capacidade para mais de 500 pessoas. Aparentemente não foi a primeira mesquita em Lé, pois há duas mais pequenas que se diz serem mais antigas.
Diversas rotas comerciais tradicionais convergiam em Lé, de norte, sul, leste e oeste. A rota mais direta é a da estrada moderna que vai desde o Panjabe passando por Mandi, vale de Kulu, passo de Rohtang, Lahaul e segue para o vale do Indo até Lé. A rota desde Serinagar seguia aproximadamente o percurso da estrada que atualmente atravessa o Zoji La (passo de Zoji) em direção a Cargil e depois subia ao longo do vale do Indo até Lé. Desde o Baltistão havia duas rotas difíceis. A principal subia o vale do rio Shyok desde o Indo, passava por um passo de montanha e depois descia ao longo do rio Hanu até chegar novamente ao vale do Indo abaixo de Khaltsi (Khalatse). A outra partia de Skardu, subia o vale do Indo até Cargil e depois seguia para Lé. Havia ainda rotas de verão e de inverno de Lé para Iarcanda, em Xinjiang, ao longo do Caracórum e um par de rotas possíveis de Lé para Lassa.
A primeira residência real do Ladaque de que há registo foi construída no cimo do pico Namgyal ("vitória"), acima do palácio atual e da cidade, pelo rei Tashi Namgyal, que governou no último quartel do século XVI. Atualmente no local existem ruínas de um forte e o gon-khang (templo das divindades guardiãs). O templo Namgyal , também chamado Tsemo Gompa (gompa/mosteiro vermelho) e dGon-pa-so-ma ("mosteiro novo") é o principal centro budista de Lé. Atrás dele há algumas antigas muralhas de fortificações, que segundo August Hermann Francke dantes era conhecidas como aBrog-pal-mkhar ("castelo dardo"). Se de facto foi construído pelos dardos   deve ter precedido o estabelecimento dos governantes tibetanos no Ladaque em mais de mil anos. Abaixo desse templo encontram-se os mosteiros de Chamba (Byams-pa. ou seja, de Maitreya) e de Chenresi (sPyan-ras-gzigs, ou seja, Avalokiteshvara), cuja data de fundação é incerta.

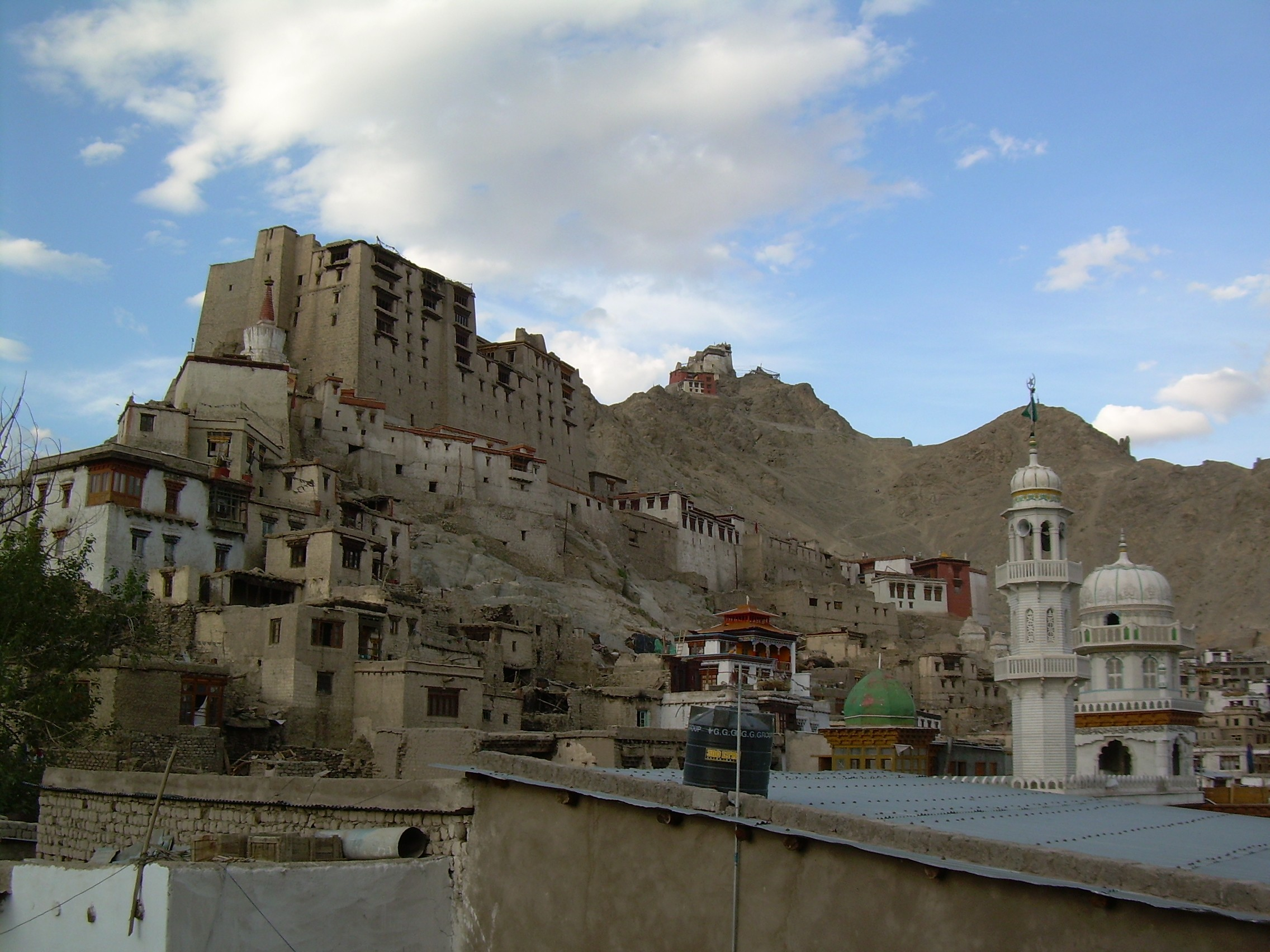
Palácio real (à esquerda), minaretes da Grande Mesquita (Jama Masjid; à direita) e Mosteiro de Namgyal Tsemo (em cima, ao centro)

De acordo com Francke, o nome original da cidade não era sLel, como era pronunciado no final do século XIX, mas sLes, que significa "acampamento de nómadas" em tibetano, uma referência a nómadas tibetanos que provavelmente tinham o hábito de visitar o vale de Lé na altura em que ele tinha começado a ser irrigado por colonos dardos.
O palácio real, conhecido como Palácio de Lé, foi construído pelo rei Sengge Namgyal (r. 1612–1642), presumivelmente entre o período em que o padre jesuíta português Francisco de Azevedo visitou Lé em 1631 e a ele fez menção, e a morte de Sengge Namgyal em 1642. O palácio tem nove andares; os superiores eram a residência da família real e os inferiores eram estábulos e armazéns. O edifício foi abandonado quando tropas caxemires o cercaram em meados do século XIX e a família real se mudou para sul do local onde vive atualmente em Stok, na margem sul do Indo.
O primeiro inglês a visitar Lé foi William Moorcroft, um explorador ao serviço da Companhia Britânica das Índias Orientais em que lá chegou em setembro de 1820 e lá passou vários meses, tendo assinado um tratado comercial com o governo do Ladaque que «abriu virtualmente toda a Ásia Central ao comércio britânico».

## Geografia
Lé situa-se numa área cuja paisagem é dominada por montanhas, a uma altitude de 3 500 metros. As principais estradas de acesso ligam a cidade a Serinagar (434 km a oeste), e a Manali (473 km a sul). Ambas estão só estão abertas na totalidade no verão, quando há menos neve nos passos de montanha. As estradas locais no vale do Indo geralmente permanecem abertas no inverno devido ao baixo nível de precipitação de chuva e neve.

### Clima
O clima de Lé é do tipo desértico frio (classificação de Köppen-Geiger BWk), com invernos frios e longos, de outubro ao início de março, com temperaturas mínimos bastante abaixo de 0°C durante a maior parte desse período. Por vezes neva na cidade no inverno. O clima durante o resto do ano é geralmente ameno durante o dia. A precipitação média anual é de apenas 102 mm e a temperatura varia entre -42 °C no inverno a 33 °C no verão. Em 2010 a cidade foi atingida por uma enchente relâmpago que no conjunto do Ladaque provocou pelo menos 219 mortos mais de 600 desaparecidos.
| Dados climatológicos para Lé               | Dados climatológicos para Lé | Dados climatológicos para Lé | Dados climatológicos para Lé | Dados climatológicos para Lé | Dados climatológicos para Lé | Dados climatológicos para Lé | Dados climatológicos para Lé | Dados climatológicos para Lé | Dados climatológicos para Lé | Dados climatológicos para Lé | Dados climatológicos para Lé | Dados climatológicos para Lé | Dados climatológicos para Lé |
| Mês                                        | Jan                          | Fev                          | Mar                          | Abr                          | Mai                          | Jun                          | Jul                          | Ago                          | Set                          | Out                          | Nov                          | Dez                          | Ano                          |
| ------------------------------------------ | ---------------------------- | ---------------------------- | ---------------------------- | ---------------------------- | ---------------------------- | ---------------------------- | ---------------------------- | ---------------------------- | ---------------------------- | ---------------------------- | ---------------------------- | ---------------------------- | ---------------------------- |
| Temperatura máxima recorde (°C)            | 8,3                          | 12,8                         | 19,4                         | 23,9                         | 28,9                         | 34,8                         | 34,0                         | 34,2                         | 30,6                         | 25,6                         | 20,0                         | 12,8                         | 34,8                         |
| Temperatura máxima média (°C)              | −2,0                         | 1,5                          | 6,5                          | 12,3                         | 16,2                         | 21,8                         | 25,0                         | 25,3                         | 21,7                         | 14,6                         | 7,9                          | 2,3                          | 12,8                         |
| Temperatura mínima média (°C)              | −14,4                        | −11,0                        | −5,9                         | −1,1                         | 3,2                          | 7,4                          | 10,5                         | 10,0                         | 5,8                          | −1,0                         | −6,7                         | −11,8                        | −1,3                         |
| Temperatura mínima recorde (°C)            | −28,3                        | −26,4                        | −19,4                        | −12,8                        | −4,4                         | −1,1                         | 0,6                          | 1,5                          | −4,4                         | −8,5                         | −17,5                        | −25,6                        | −28,3                        |
| Precipitação (mm)                          | 9,5                          | 8,1                          | 11,0                         | 9,1                          | 9,0                          | 3,5                          | 15,2                         | 15,4                         | 9,0                          | 7,5                          | 3,6                          | 4,6                          | 105,5                        |
| Dias com precipitação                      | 1,3                          | 1,1                          | 1,3                          | 1,0                          | 1,1                          | 0,4                          | 2,1                          | 1,9                          | 1,2                          | 0,4                          | 0,5                          | 0,7                          | 13,0                         |
| Fonte: Departamento Meteorológico da Índia |                              |                              |                              |                              |                              |                              |                              |                              |                              |                              |                              |                              |                              |

## Demografia e religião

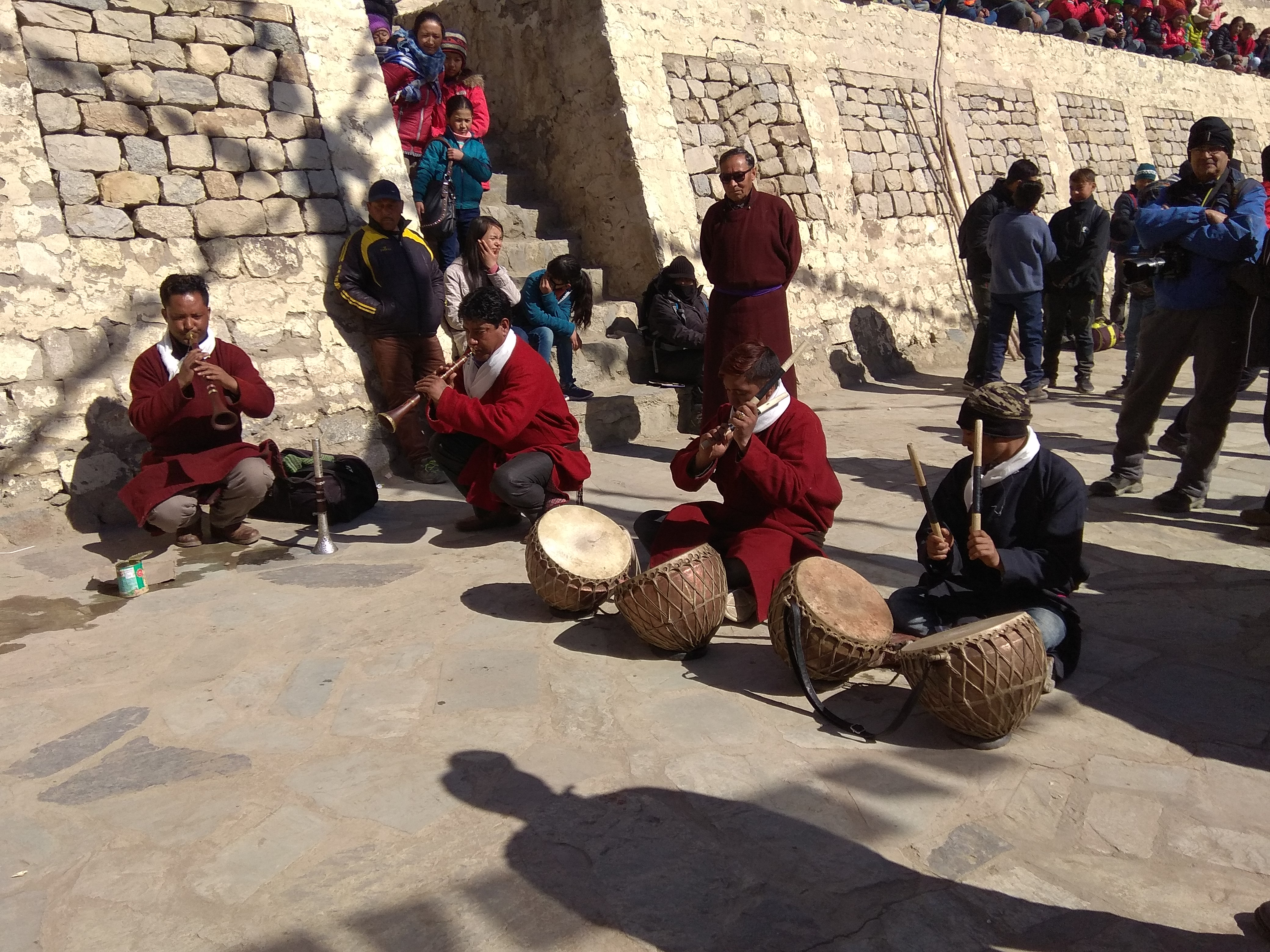
Músicos durante o Dosmoche, juntamente com o Losar, uma das duas festas budistas mais importantes de Lé

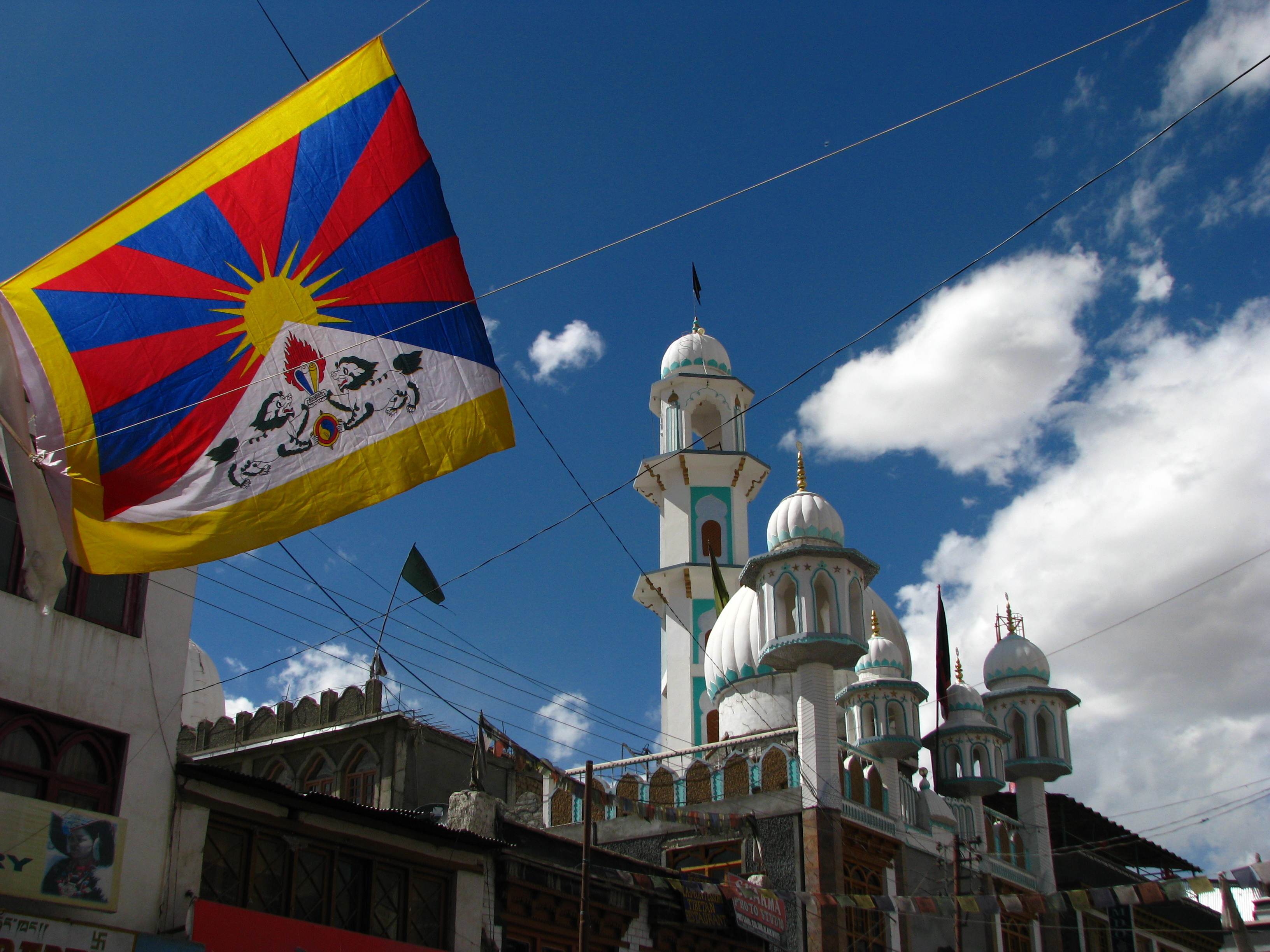
Jama Masjide, a Grande mesquita de Lé, com a bandeira do Tibete em primeiro plano

Os habitantes nativos são etnicamente tibetanos e falam lehskat, um dialeto da língua ladaque (ladakhi), também chamada tibetano ocidental, que apesar de ser uma língua tibética, não é mutuamente inteligível com o tibetano padrão.[carece de fontes?]

### Religião
Em 2011, 43,9% da população do município de Lé era budista 35,4% hindu, 15,4% muçulmana, 2,7% sique, 0,9% cristã, 0,05% jainista e 0,17% eram ateus ou professavam outra religião.
Em 2011, o município de Lé tinha 30 870 habitantes, 21 669 (70,2%) do sexo masculino e 9 201 (29,8%) do sexo feminino. A grande disparidade entre o número de homens e mulheres deve-se ao facto de muitos dos habitantes serem imigrantes de outras regiões da Índia.[carece de fontes?] A percentagem da população com 6 anos de idade ou menos era 5,5%. A taxa de analfabetismo era 9,7%, inferior à do antigo estado de Jamu e Caxemira, que era de 32,8%. A taxa de analfabetismo dos homens era de 5,1% e a das mulheres 21,5%. No mesmo ano, estavam registadas 4 377 casas.
Desde o século VIII que não há registos de conflitos religiosos graves na cidade. Em anos recentes houve alguma deterioração nas relações entre budistas e muçulmanos, alegadamente devido a conflitos menores motivados por interesses políticos. Essa situação foi ultrapassada após o Dalai Lama ter visitado Lé e apelado ao respeito pelo pluralismo religioso e à coexistência pacífica.[carece de fontes?]
As outras comunidades vivem igualmente em harmonia. A pequena comunidade cristã de Lé é constituída por descendentes de antigos seguidores do budismo tibetano que foram convertidos por missionários alemães da Igreja Morávia, que estabeleceram uma igreja em Keylong na década de 1860 e foram autorizados a abrir outra missão em Lé em 1885, que teve um ramo em Khalatse. As missões dos irmãos morávios estiveram ativas até à independência da Índia em 1947. Não obstante o sucesso das suas atividades de assistência média e de educação, fizeram poucas conversões.
Desde 1997 que todos os anos em junho se realiza em Shey, a 15 km de Lé, o Festival Sindhu Darshan, que promove a harmonia religiosa e a glória do rio Indo (também chamado rio Sindhu) como símbolo da harmonia e unidade da Índia. O festival atrai milhares de visitantes à cidade, vindos de toda a Índia e também do estrangeiro.

## Economia

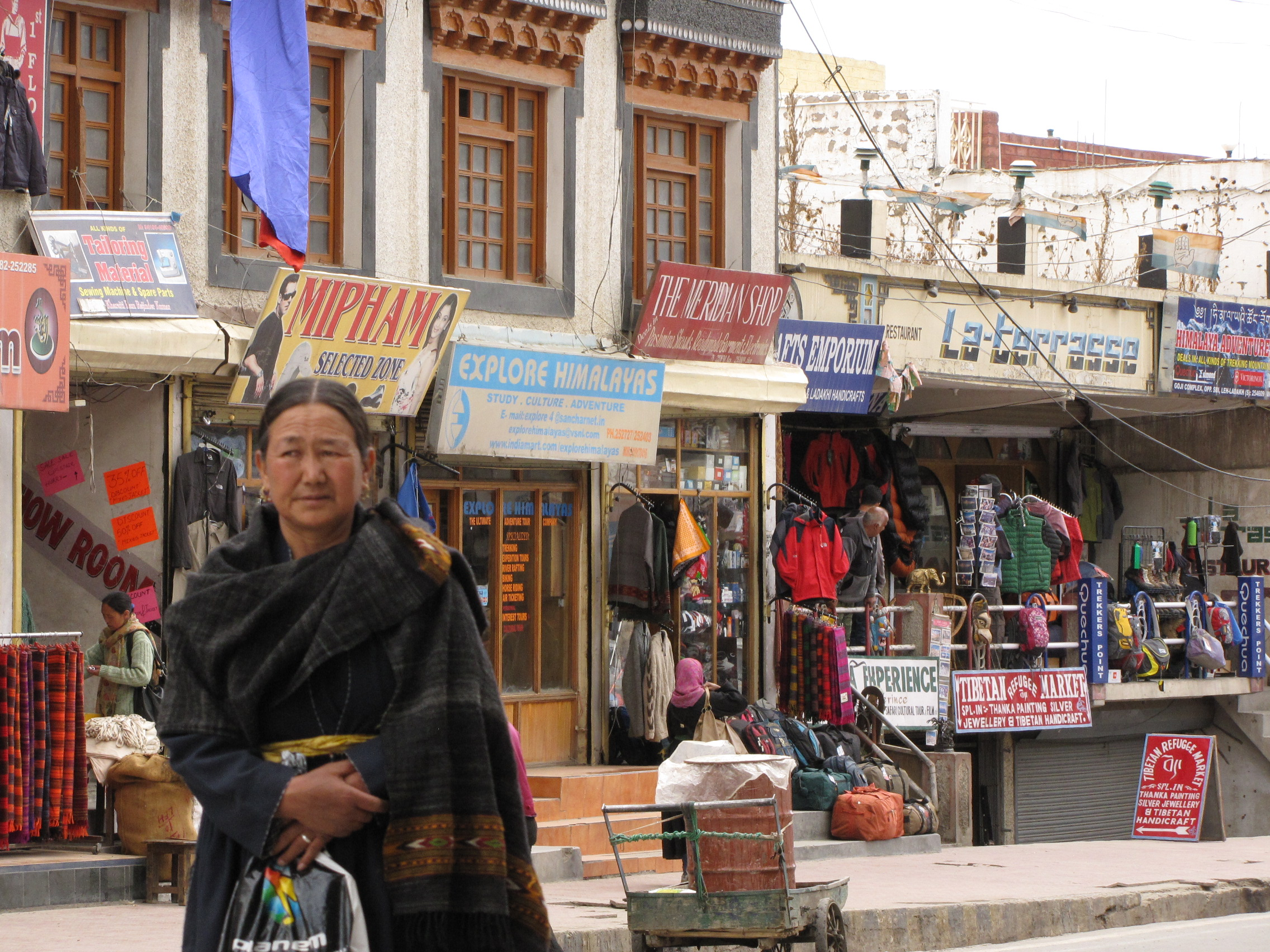
Main Bazaar, a principal rua de comércio de Lé

A maior parte dos habitantes do Ladaque vive da agricultura, mas o turismo tem vindo a ganhar cada vez mais importância desde que a área foi aberta a visitantes em 1974. Em 2010 havia 250 hotéis em Lé, e o Ladaque foi visitado por 77 800 turistas (mais do dobro da população de Lé). Entre 2005 e 2010, o número de visitantes cresceu 77%, em grande parte devido ao crescimento das visitas de cidadãos indianos.

### Agricultura
Devido à grande altitude, só é possível uma colheita por ano na região de Lé, ao contrário do que acontece em Khalatse, na parte ocidental do distrito e a jusante do Indo, onde são realizadas duas colheitas por ano. Na altura em que as sementeiras são feitas em Lé, em maio, as culturas em Khalatse já estão crescidas. A principal cultura é uma antiga forma de cevada dita "soturna" (grim) ou "nua" (naked) em inglês, Hordeum vulgare var. nudum, mais fácil de descascar do que a cevada comum, a partir da qual é fabricada a tsampa, o alimento básico no Ladaque. A água para a agricultura é proveniente do rio Indo, cujo caudal é baixo em março e abril, quando as searas de cevada têm mais necessidade de irrigação.

### Transportes
Estradas

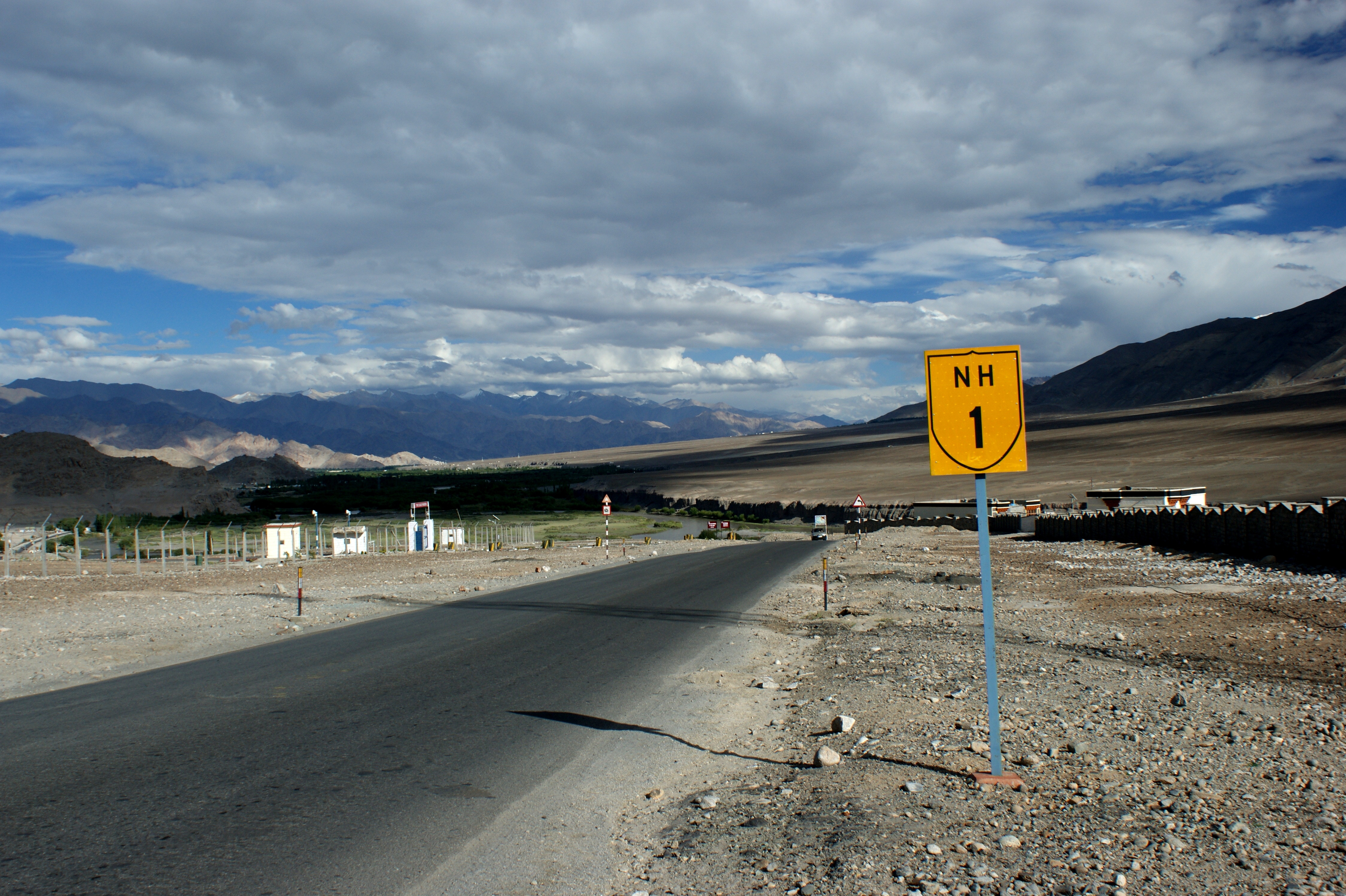
A perto de Lé

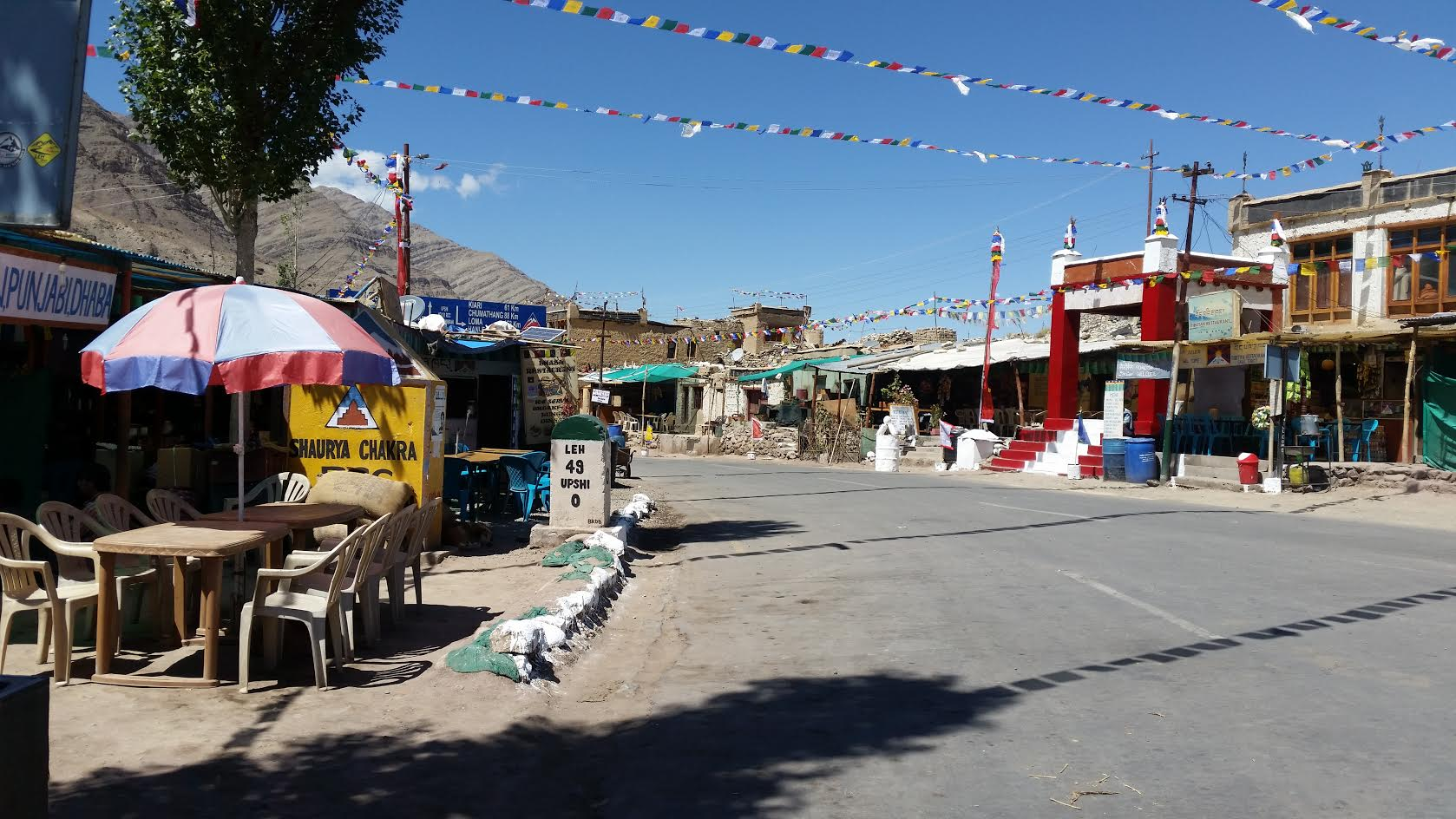
A estrada Manali–Lé em Upshi, uma aldeia 49 km a sudeste de Lé

Lé está ligada ao resto da Índia através de duas estradas de alta altitude, ambas sujeitas a frequentes deslizamentos de terra e
encerradas durante o inverno, quando ficam cobertas de neve espessa.
A Autoestrada Nacional 1D liga Lé a Serinagar, a oeste, no vale de Caxemira, via Cargil e tem 434 km de extensão. Não obstante o nome oficial de "autoestrada" (highway), é uma estrada normal, com apenas duas faixas de rodagem estreitas. Geralmente permanece aberta entre junho e outubro ou novembro, durante mais tempo do que a estrada Manali–Lé. A parte mais impressionante do seu percurso é a subida para o passo de montanha de Zoji La, a 3 505 metros de altitude, um trecho tortuoso que atravessa a chamada Grande Muralha Himalaia. A empresa rodoviária estadual Jammu & Kashmir State Road Transport Corporation (JKSRTC) opera serviços regulares de autocarros entre Serinagar e Lé com paragem para dormir em Cargil. Outra alternativa de transporte público são táxis (automóveis e jipes).[carece de fontes?]
A estrada Manali–Lé, que liga essas duas cidades, tem 479 km de extensão, na direção norte-sul, e foi aberta em 1989. Foi construída e é mantida pela Border Roads Organisation (BRO), um organismo do exército indiano que tem a seu cargo as estradas das zonas de fronteira. A condução nesta estrada, na qual muitos tramos extensos mais não só não têm asfalto como estão completamente esburacas e por vezes são autênticos leitos de regatos, é mais problemática do que na de Serinagar, pois atravessa planaltos de grande altitude passa por mais passos de montanha muito altos e mais frequentemente bloqueados devido à neve e a deslizamentos de terra. Geralmente está aberta menos tempo do que a estrada Serinagar-Lé, entre junho e outubro. Atravessa os planaltos de Rupsho, cuja altitude varia entre 3 660 e 4 507 m e, entre outros, os passos de Rohtang La (3 980 m) e de Taglang La 5 328 m. Embora este último seja o ponto mais alto da estrada, o de Rohtang está mais sujeito a deslizamentos de terra. Embora não o seja de facto, a estrada Manali–Lé é frequentemente apontada como a estrada mais alta praticável por veículos motorizados.[carece de fontes?]

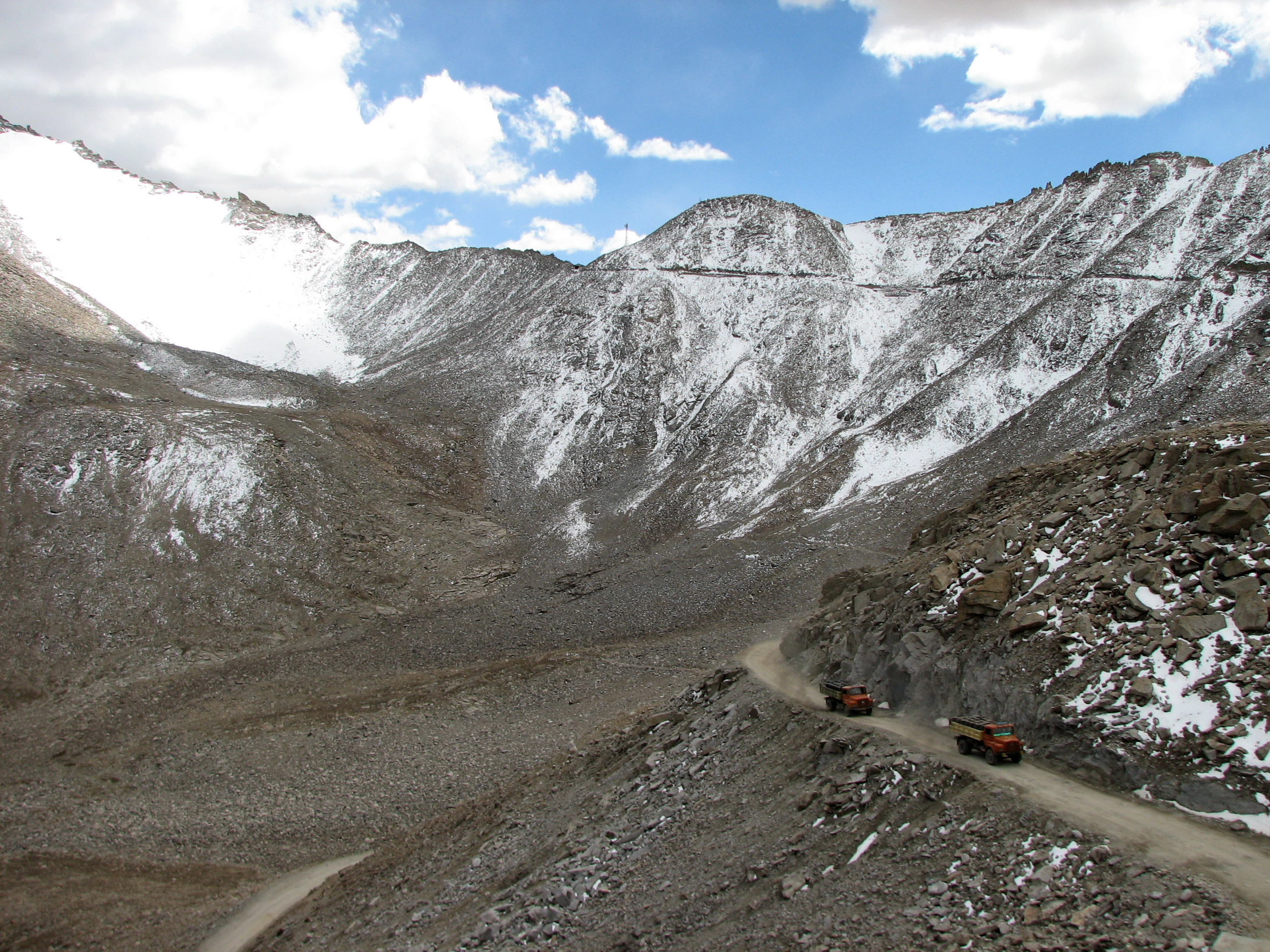
Estrada de Khardung La

Outra estrada importante é a estrada que liga Lé ao vale de Nubra (a norte), cruzando a cordilheira do Ladaque, e cujo ponto mais alto, o passo de Khardung La, é alegadamente o local mais alto do mundo transitável por veículos motorizados comuns (altitude: 5 359 m ou 5 602 m segundo as placas rodoviárias). Esta estrada vai até Diskit, na confluência dos rios Shyok e Nubra, numa extensão de pouco mais de 110 km, e tem continuação em duas estradas que vão praticamente até à Linha de Controle, a fronteira de facto, mas disputada, com o Paquistão, ambas com cerca de 100 km de extensão. Uma dessas estradas desce ao longo da margem esquerda do Shyok até Turtuk e a outra sobe ao longo da margem esquerda do Nubra. Além de serem as únicas vias de comunicação do vale de Nubra com o resto do mundo, estas estradas têm uma grande importância estratégica militar, devido a serem as vias de abastecimento das muitas tropas que estão estacionadas ao longo da Linha de Controle, nomeadamente no glaciar de Siachen, o local de batalha mais alto do mundo, onde desde 1984 se sucedem escaramuças e bombardeamentos de artilharia (ver "Conflito de Siachen").
Transporte aéreo

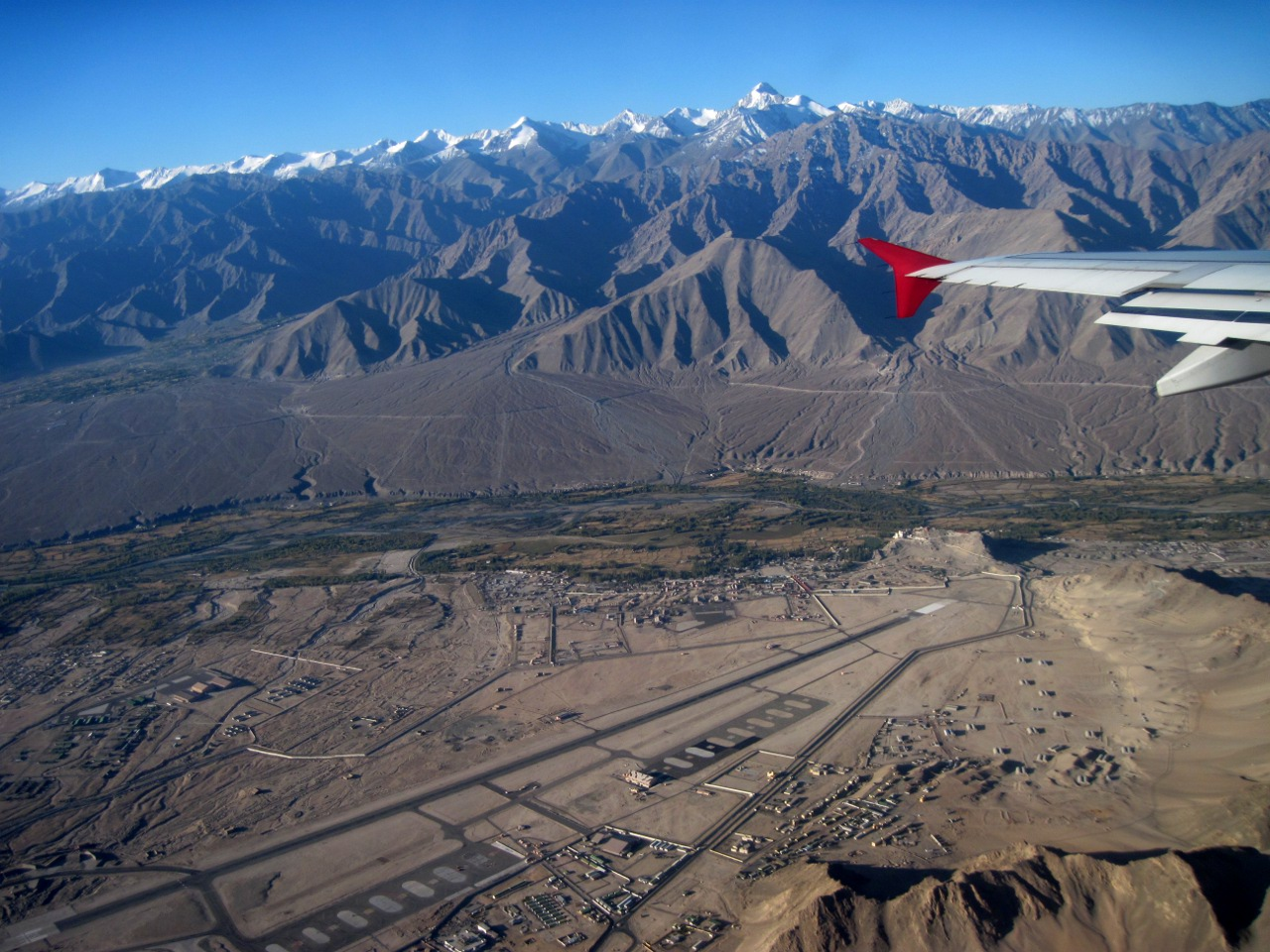
Vista aérea do Aeroporto de Lé

Lé dispõe do Aeroporto Kushok Bakula Rimpoche (IATA: IXL, ICAO: VILH), o qual tem voos regulares diários de e para Deli (em 2017, operados pela Jet Airways e Air India) e pelo menos dois por semana de e para Serinagar (2017). Em 2017, a GoAir operava voos diários para Deli durante a estação turística alta.[carece de fontes?]
Ferrovia
No Ladaque não há vias ferroviárias, mas estão propostas duas linhas, uma entre Lé e Bilaspur, a sul, passando por Mandi e Upshi, e outra entre Lé e Serinagar, via Cargil.

### Principais atrações turísticas

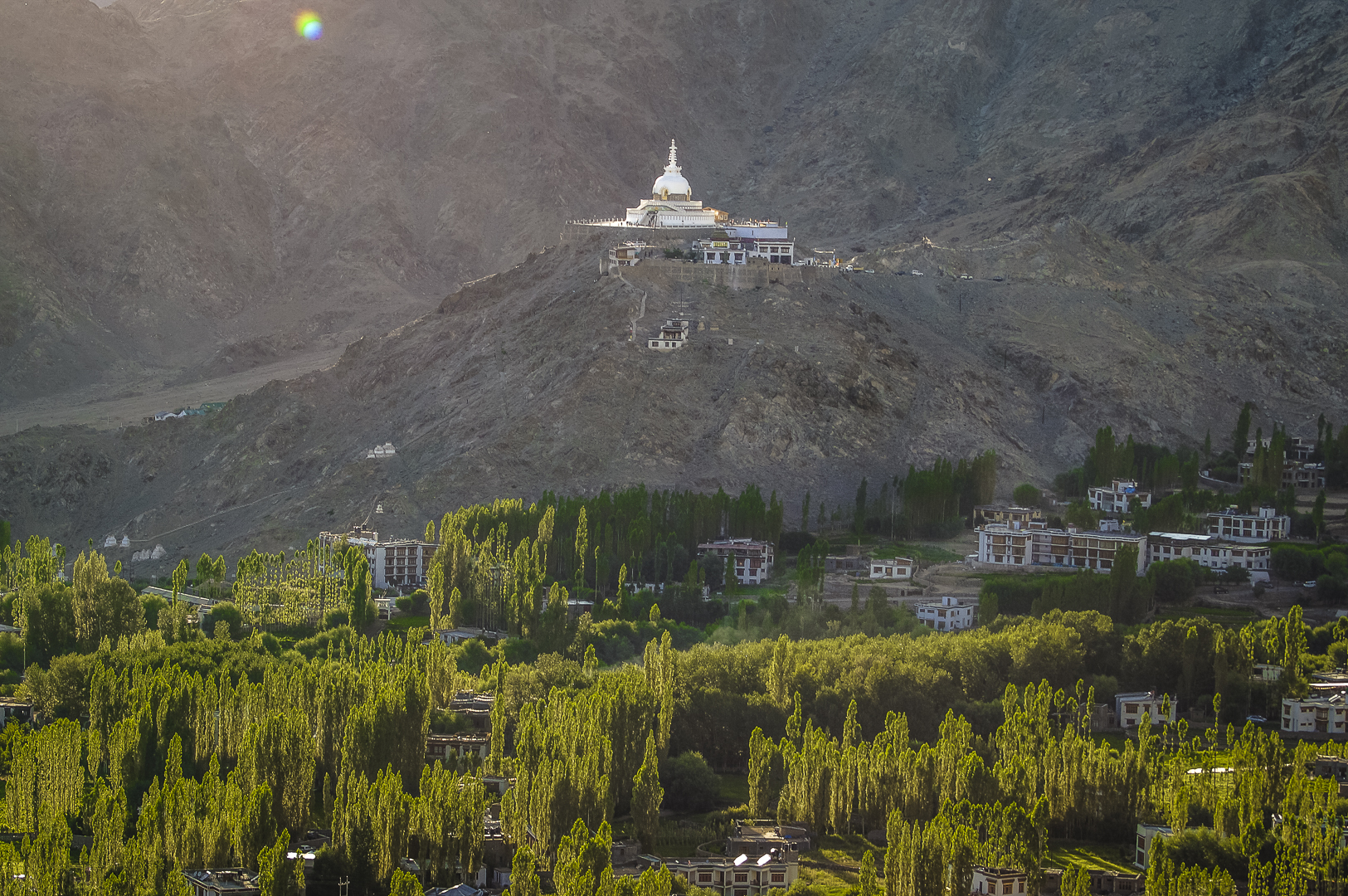
Vista da Estupa Shanti e de parte da área norte de Lé

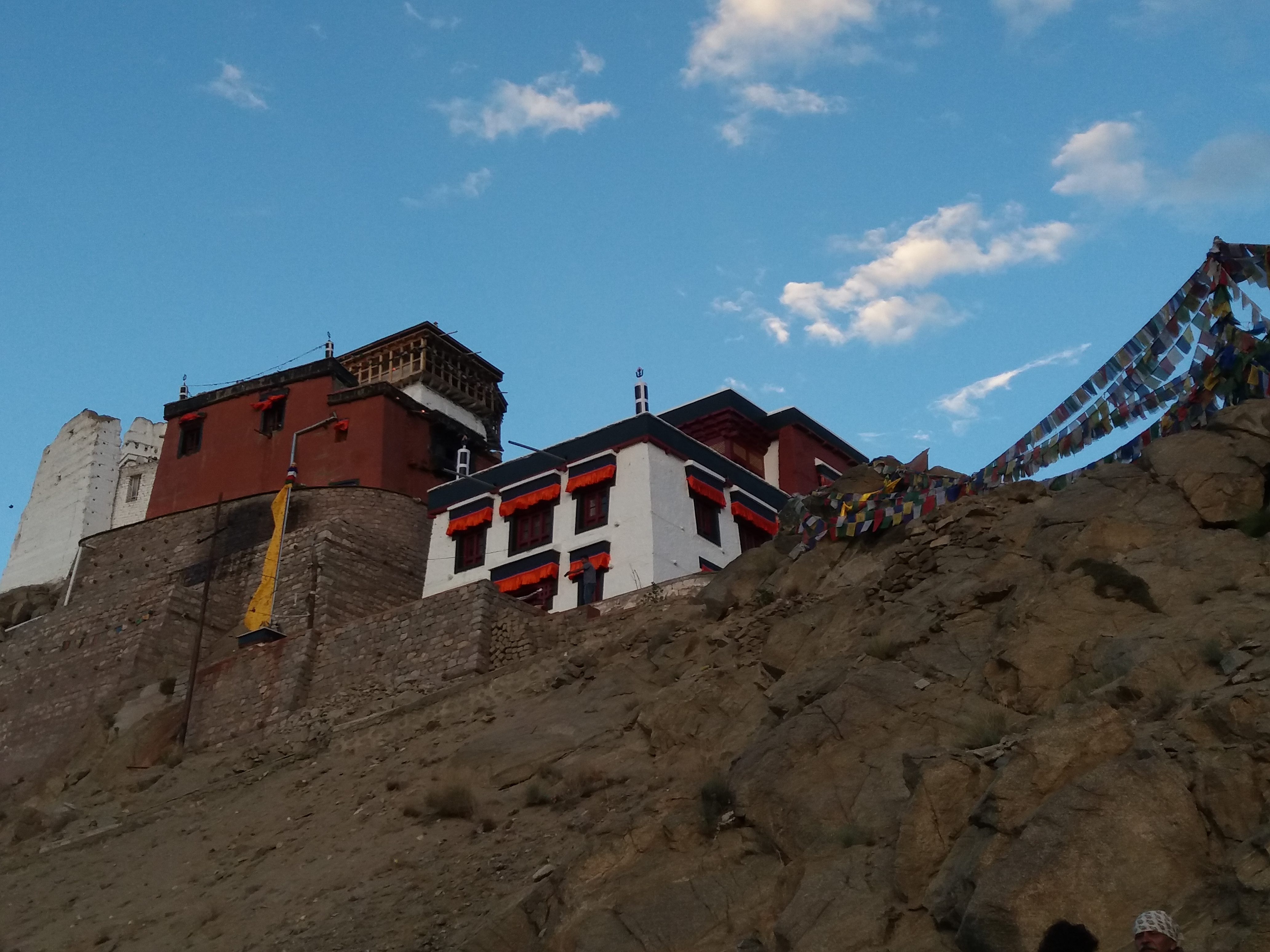
Mosteiro de Namgyal Tsemo

- Forte de Zorawar — Antiga gompa transformada em fortaleza pelo general do  Império Sique Zorawar Singh (1786–1841), que conquistou o Ladaque e que morreu na guerra sino-sique. Situa-se numa colina na parte sudoeste da cidade e dispõe dum pequeno museu.[31]
- Hall of Fame — Também conhecido como Museu da Guerra, é um museu militar e memorial das vítimas em combate nas várias guerras indo-paquistanesas. Situa-se no aeroporto.[32]
- Estupa Shanti — Estupa budista construída como parte da missão japonesa " pagode da paz". Foi uma iniciativa do monge budista japonês Gyomyo Nakamura e do lama ladaque 19.º Kushok Bakula Rinpoche. Com uma cúpula branca, guarda relíquias de Buda na sua base e oi inaugurada em 1991 pelo 14.º Dalai Lama. Além do seu signficado religioso, é um local muito concorrido por turistas devido à sua localização, no cimo de um monte em Chanspa, do qual se desfrutam de excelentes vistas sobre a paisagem em volta.
- Palácio de Stok — onde vive a antiga família real ladaque, 13 km a sul de Lé.

- Palácio de Lé
- Gompa de Namgyal Tsemo (mosteiro budista tibetano)
- Gompa de Sankar
- Gompa de Spituk — nos arredores, perto do aeroporto
- Gompa de Stakna — nos arredores, 25 km a sudeste de Lé
- Gompa Cho Khang
- Templo de Chamba
- Jama Masjid — Grande Mesquita de Lé, no centro da cidade, no Main Bazaar
- Gurdwara Pathar Sahib
- Trilhos de caminhada

### Ameaças ao centro histórico
O centro histórico de Lé foi incluído na lista de 100 sítios mais ameaçados do World Monuments Fund devido, entre outras razões, aos impactos do aumento da precipitação causados pelas mudanças climáticas. Negligência e mudanças nos padrões de construção na parte antiga da cidade ameaçam a preservação a longo prazo.
A urbanização rápida e mal planeada de Lé aumentou o risco de enchentes relâmpago em algumas áreas, enquanto outras, segundo um estudo d sofrem de outros efeitos graduais de "desastres invisíveis" que em muitos casos não são reportados.

## Administração
À semelhança do distrito de Cargil e ao contrário dos restantes distritos do antigo estado de Jamu e Caxemira, o distrito de Lé é governado por um órgão político administrativo especial denominado Ladakh Autonomous Hill Development Council (LAHDC), criado em 1995 e constituído por 30 conselheiros, 4 deles nomeados e 26 eleitos, presididos por um Chief Executive Councillor ("conselheiro executivo chefe). O distrito de Lé abarcava todo o Ladaque até 1979, quando foi dividido nos distritos de Lé e de Cargil.
O município de Lé é do tipo Municipal Committee e está dividido em 21 wards (bairros). Os órgãos político-administrativos municipais são eleitos a cada cinco anos.